# Love to Love You Baby
Love to Love You Baby – utwór muzyczny wykonywany przez amerykańską piosenkarkę Donnę Summer, wydany na singlu w 1975 roku.
Autorami utworu oprócz piosenkarki byli Giorgio Moroder i Pete Bellotte. Piosenka utrzymana jest w stylu disco i oryginalnie ukazała się na singlu jako „Love to Love You”. Tytuł następnie rozwinięto do „Love to Love You Baby”, a sam utwór wydłużono do ponad 16 minut i w takiej postaci znalazł się on na albumie pod tym samym tytułem. Nagranie wzbudziło duże kontrowersje z powodu erotycznego wydźwięku jaki narzucał zmysłowy wokal Donny, w którym symulowała ona orgazm. BBC początkowo odmówiło emitowania tego utworu na antenie. Zdobył on mimo wszystko dużą międzynarodową popularność, docierając m.in. do 2. miejsca listy przebojów w USA i 1. w Kanadzie. Choć piosenka została jednym z największych hitów Summer, artystka zrezygnowała z wykonywania go na koncertach na początku lat 80., kiedy to stała się nowonarodzoną chrześcijanką.

## Lista ścieżek
- Singel 7"

A. „Love to Love You” – 3:20
B. „Need-a-Man Blues” – 3:09

## Notowania
| Kraj                              | Pozycja | Certyfikat  |
| --------------------------------- | ------- | ----------- |
| Australia                         | 4       |             |
| Austria                           | 9       |             |
| Belgia (Ultratop Walonia)         | 14      |             |
| Hiszpania                         | 6       |             |
| Holandia (MegaCharts)             | 13      |             |
| Irlandia                          | 11      |             |
| Kanada                            | 1       | złota płyta |
| Niemcy (Media Control)            | 6       |             |
| Norwegia (VG-lista)               | 2       |             |
| Nowa Zelandia                     | 8       |             |
| Stany Zjednoczone (Billboard 200) | 2       | złota płyta |
| Szwajcaria                        | 6       |             |
| Szwecja (Sverigetopplistan)       | 5       |             |
| Wielka Brytania (UK Albums Chart) | 4       |             |